# Greasy Kid Stuff
Greasy Kid Stuff es el segundo EP lanzado por Gym Class Heroes algunos de los temas incluidos son Pig Latín, Crab Apple Kids, This Thing Called Life y No Woman No Cry.